# 亚琛帝国自由市
亚琛帝國自由市（德語：Freie Reichsstadt Aachen）是神圣罗马帝国的一个诸侯国，属于帝国自由市。该诸侯国位于下莱茵-威斯特法伦行政圈，大约位于今天的德国北莱茵-威斯特法伦州亚琛。该诸侯国的历史始于1166年，结束于1815年。1166年被指定为帝国自由市标志着该诸侯国的建立。1815年，根据维也纳和会协商结果，亚琛自由市并入普鲁士王国。亚琛自由市曾是神圣罗马帝国重要的贸易城市之一。